# Mirela Pașca

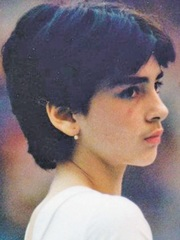
Mirela Pașca

Mirela Pașca (* 19. Februar 1975 in Baia Mare) ist eine ehemalige rumänische Kunstturnerin.
1990 nahm Pașca zum ersten Mal an den Europameisterschaften teil. In Athen wurde sie punktgleich mit den Sowjetturnerinnen Swjatlana Bahinskaja und Natalija Kalinina Europameisterin am Stufenbarren. Außerdem war sie Fünfte im Mehrkampf. Bei den Weltmeisterschaften 1991 gewann Pașca mit der rumänischen Mannschaft Bronze.
1992 konnte sie bei den Weltmeisterschaften Bronze am Stufenbarren gewinnen. Im selben Jahr nahm Pașca an den Olympischen Spielen teil. In Barcelona gewann sie mit der rumänischen Mannschaft hinter dem Vereinten Team die Silbermedaille. Außerdem erreichte sie am Stufenbarren den vierten Platz.
Nach ihrem Rücktritt vom aktiven Sport wurde Pașca 1997 Trainerin in Spanien. 2006 eröffnete sie in Bukarest ein Fitnessstudio.